# Pietro Badoglio

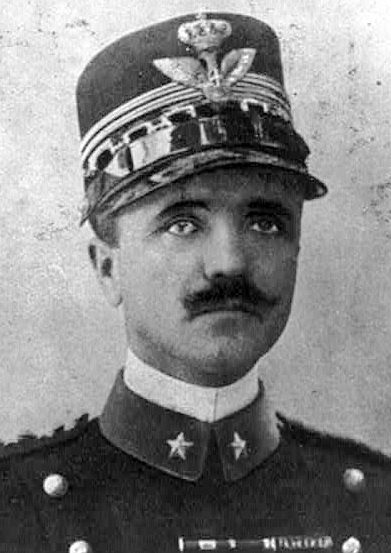
Pietro Badoglio 1921.

Pietro Badoglio, född 28 september 1871 i Grazzano Monferrato (senare kallat Grazzano Badoglio) i Piemonte, död 1 november 1956 i Grazzano Badoglio, var en italiensk militär och politiker.
Badoglio tjänstgjorde med framgång under första världskriget, blev 1917 souschef i arméns generalstab (sottocapo di stato maggiore dell'esercito) och hade del i Italiens slutseger vid Vittorio Vento 1918. Han blev senator i februari 1919, utnämndes 2 december samma år till chef för arméns generalstab (capo di stato maggiori dell'esercito) och blev samtidigt armégeneral (generale d'esercito). Badoglio avgick som chef för arméns generalstab 1921, var därefter ambassadör i Brasilien och blev 1925 chef över försvarsmaktens generalstab (capo di stato maggiore generale). Han var 1925-27 även chef för arméns generalstab och utnämndes 25 juni 1926 till marskalk av Italien.
Badoglio var 1929-33 guvernör i Libyen. 1936 deltog han i kriget med Abessinien. I detta krig var han ansvarig för att stridsgas användes. Efter att ha krossat Abessiniens omoderna här tågade han in i Addis Abeba och utnämndes som tack till hertig. Badoglio såg inte positivt på Italiens deltagande i andra världskriget. Efter italienska arméns fiasko med anfallet på Grekland  avgick han i december 1940 som chef över försvarsmaktens generalstab.
Badoglio tillhörde kuppmakarna som avsatte Mussolini i juli 1943 och han utnämndes av Viktor Emanuel III till konseljpresident. I den rollen ingick han vapenstillestånd med de allierade i början av september 1943 och förklarade senare Tyskland krig. Han ersattes i juni 1944 som konseljpresident av den mer antifascistiske Ivanoe Bonomi. I mars 1946 fick Badoglio även avgå som senator.